# Карбовский, Григорий Ефстафьевич
Григорий Евстафьевич Карбовский (17 ноября 1903, Сочи, Черноморская губерния — 17 февраля 1944, Чёрное море) — советский моряк, подводник, капитан 3 ранга, командир подводной лодки Щ-216.

## Биография
Родился в Российской империи в нынешнем городе Сочи (бывшей деревне Нижняя Раздольная Сочинского округа Черноморской губернии) в семье крестьянина. По социальному положению — крестьянин-середняк. Социальное происхождение и положение родителей — крестьяне. Отец, женившись в конце 90-х годов и уйдя от деда, поступил работать матросом в Сочинском торговом порту. Отец — Карбовский Евстафий Ефремович, мать — Домна Афанасьевна Прокопенко работала по найму на стирке и подённых работах на табачных плантациях и опытной с.х. станции
В 1927 году вступил в ВКП(б). В РККА с 1925 года, в ВМФ с 1933 года.
В 1935 году окончил специальные курсы командного состава ВМС РККА, в 1938 году обучался в Учебном отряде подводного плавания им. Кирова.
Карьера: Каптенармус, командир отделения, помощник командира роты по политчасти, политрук роты (1927—1933), командир БЧ-3 «Щ-205» (с августа 1935 по декабрь 1936), флагманский минёр дивизиона ПЛ (с декабря 1936 по февраль 1938), помощник командира «Щ-205» (с марта по сентябрь 1938), ВРИД командира (сентябрь 1938 — март 1939), командир «Щ-211» (март 1939 — февраль 1941). С февраля 1941 командир «Щ-216».
2 мая 1943 года присвоено звание капитана 3 ранга.
В качестве командира подводной лодки принял участие в 15 боевых походах (в том числе 1 транспортном рейсе в Севастополь), произвёл как минимум 6 торпедных атак (ещё 1 атака вероятно) с выпуском не менее 15 торпед. В результате чего потоплено 1 транспортное судно (4.336 брт), 1 танкер (7.327 брт) повреждён.
17 февраля 1944 погиб вместе со своим кораблём «Щ-216».

Награждён орденом Красного Знамени.

## Личная жизнь
В 1931 г., работая в г. Ростов н/Дону в РККА, сошёлся и жил с гр. Степановой Елизаветой Фёдоровной, с которой разошлись здесь в 1936 году. По соцпроисхождению она из рабочих, отец её грузчик, умер в 1921 г., мать домработница, Елизавета воспитывалась в деткомунне в гор. Ростове н/Дону, выйдя оттуда в 1926 году, работала счетоводом на ДГТФ[43] и кассиром в ЗВК. После того, как они разошлись работала в редакции «Красный Черноморец» секретарём. У них было двое сыновей — первый Владимир, умерший в 1934 году, и второй Юрий, рождения 1933 г., умер в 2012 г. В 40-х сошёлся с другой женщиной, где также был рождён сын, но уже после крушения подлодки.

## Память
В 2020 году в посёлке Черноморское Черноморского сельского поселения Крыма установлен памятник погибшим морякам ПЛ Щ-216 в виде двух якорей и рынды с именами погибших.